# Julia Reichert
Julia Reichert (Bordentown Township, 16 de junio de 1946-Yellow Springs, 1 de diciembre de 2022) fue una galardonada directora de documentales. La llamada madrina del movimiento cinematográfico independiente estadounidense, fue nominada tres veces a los Premios Óscar. Su película Growing Up Female fue el primer largometraje documental del Movimiento de Mujeres moderno elegido para ser incluido en el Registro Nacional de Cine.

## Trayectoria
Se graduó en Artes Documentales en el Antioch College, en 1970. Es profesora emérita en el Departamento de Teatro, Danza y Cuadros de Movimiento en la Universidad Estatal de Wright. Reichert fue galardonada con el International Documentary premio de Consecución de la Carrera de la Asociación Documental Internacional en 2018.
Su primera película fue el destacado documental Growing Up Female, el cual realizó con su colaborador habitual James Klein. 
En 1971,  ayudó a fundar New Days Films, una compañía de distribución cinematográfica estadounidense creada para fortalecer el  Movimiento de Mujeres. New Days Films evita la distribución tradicional de los cines y en su lugar distribuye sus películas directamente a escuelas, sindicatos y grupos comunitarios.
Recibió su primera nominación a los Premios Oscar en 1978 con Klein y Miles Mogulescu por Union Maids. También fue nominada, otra vez con Klein, en 1984 para el Oscar al mejor documental con Seeing Red.
El documental de 2006 A lion in the House, codirigido con Steven Bognar, recibió múltiples nominaciones, incluyendo el Gran Premio Documental del Jurado del Festival de Sundance en 2006 y el Premio Espíritu Independiente 2008 al Mejor Documental. Riechert ganó un Emmy por Méritos Excepcionales en Películas de No-Ficción en los Premios Emmy Primetime de 2007.
Reichert fue nuevamente nominada para un Premio Óscar con Steven Bognar en 2010 a Mejor Cortometraje Documental por la película The last truckː closing of a GM plant.
En 2019, Reichert y Bognar estrenaron su documental American Factory en el Festival de Cine Sundance donde ganaron el Premio de Dirección: Documental de EE. UU. La película ha sido recogida por Netflix.
El Museo de Arte Moderno de Nueva York (MOMA), con la organización de Wexner Center of the Arts y la Universidad del Estado de Ohio, dedicó una retrospectiva a Julia Reichert, con un ciclo que incluyó sus documentales American Factory (2019), Raises not Roses (2019), Methadone: An American Way of Dealing (1974), Seeing Red (1983) y A Lion in the House (2006).

## Estilo
En muchas de sus películas, Reichert pone el foco en varios asuntos sociales, como el género y los asuntos de la clase trabajadora, desde una perspectiva socialista. Algunas de sus películas también están adaptadas a una audiencia concreta y proponen soluciones potenciales a los problemas sociales sobre los que llama su atención. Sin embargo en sus documentales tiende a evitar señalar a una única persona como figura heroica, lo que va en contra de su objetivo de conseguir que el público actúe.
Reichert utiliza un estilo de cine directo, evitando la narración en off. Al presentar mayoritariamente entrevistas en sus documentales, evita enmarcar los temas, prefiriendo permitir que las personas tengan más control sobre la narrativa.

## Filmografía
- Growing Up Female (1970)
- Methadone: An American Way of Dealing (1975, conJames James Klein)
- Union Maids (1976, con James James Klein)
- Seeing Red: Stories of American Communists (1983, con James Klein)
- Emma and Elvis (1992)
- A Lion in the House (2006, con Steven Bognar)
- The Last Truck: Closing of a GM Plant (2009, con Steven Bognar)
- Sparkle (2012, con Steven Bognar)
- Making Morning Star (2015, con Steven Bognar)
- American Factory (2019, con Steven Bognar)

## Premios y distinciones
Premios Óscar
| Año  | Categoría              | Película                              | Resultado |
| ---- | ---------------------- | ------------------------------------- | --------- |
| 1984 | Mejor documental largo | Seeing red                            | Nominada  |
| 2010 | Mejor documental corto | The Last Truck: Closing of a GM Plant | Nominado  |